# Torino 2006
Torino 2006 är ett datorspel baserat på Olympiska vinterspelen 2006 i Turin, Italien. I spelet kan man tävla i: rodel, bobsleigh, skidskytte, Hastighetsåkning på skridskor, Backhoppning, Alpin skidåkning, Längdskidåkning och Nordisk kombination.

## Tävlingsplatser
I spelet används samma tävlingsplatser som i verkligheten. De är:
- Sestriere Borgata - Alpin skidåkning (Störtlopp, super-G)
- Sestriere Colle - Alpin skidåkning (Storslalom, Slalom)
- Pragelato - Backhoppning, Längdskidåkning, Nordisk kombination
- Cesana San Sicario - Skidskytte
- Cesana Pariol - Rodel, Bobsleigh
- Torino Oval Lingotto - Hastighetsåkning på skridskor

## Spelbara länder
Det finns 24 spelbara länder i spelet. De är:
| - Australien - Österrike - Belgien - Kanada - Kroatien - Tjeckien | - Danmark - Finland - Frankrike - Tyskland - Storbritannien - Italien | - Japan - Sydkorea - Nederländerna - Norge - Kina - Polen | - Ryssland - Slovenien - Spanien - Sverige - Schweiz - USA |

## Special
Det finns lag som representerar andra regioner, och i visa fall ovannämnda länder, men med andra kläder. De kan kommas åt genom att klara olika tävlingar. Lagen är:
| - Europa - Italien - Tyskland - USA - Frankrike - Jamaica |

## Tävlingar
Man kan antingen tävla i en enda gren, i 9-grenarstävling eller 15-grenarstävling. Man kan också skapa sin egen tävling, genom att välja "Customise Competition" vid huvudmenyn.

## Kommentatorer
I spelet finns fem olika språk att välja mellan, och varje språk har två kommentatorer. De är:
- Engelska - Jeff Caster, West Westbrook
- Tyska - Hans Joachim Peters, Volker Bogdan
- Spanska - Alejandro Gonzalez, E. Garcia
- Italienska - Emilio de Marchi, Dario de Muro
- Franska - Jacky Nonnon, Guillaume Boullay